# الملعب البلدي (سيدي بنور)
الملعب البلدي سيدي بنور هو ملعب كرة قدم متواجد بالمغرب بمدينة سيدي بنور. تأسست فيه مباريات نادي فتح سيدي بنور و نادي أمل سيدي بنور